# Rivera el Viejo Carmen
Rivera el Viejo Carmen es una localidad del estado mexicano de Chiapas. Es la cabecera del municipio de Francisco León.

## Demografía
| Gráfica de evolución demográfica |
|                                  |

| Censo | Población |
| ----- | --------- |
| 1990  | 152       |
| 2000  | 235       |
| 2010  | 663       |
| 2020  | 807       |